# Werchowna Rada
Koordinaten: 50° 26′ 50,7″ N, 30° 32′ 12,9″ O

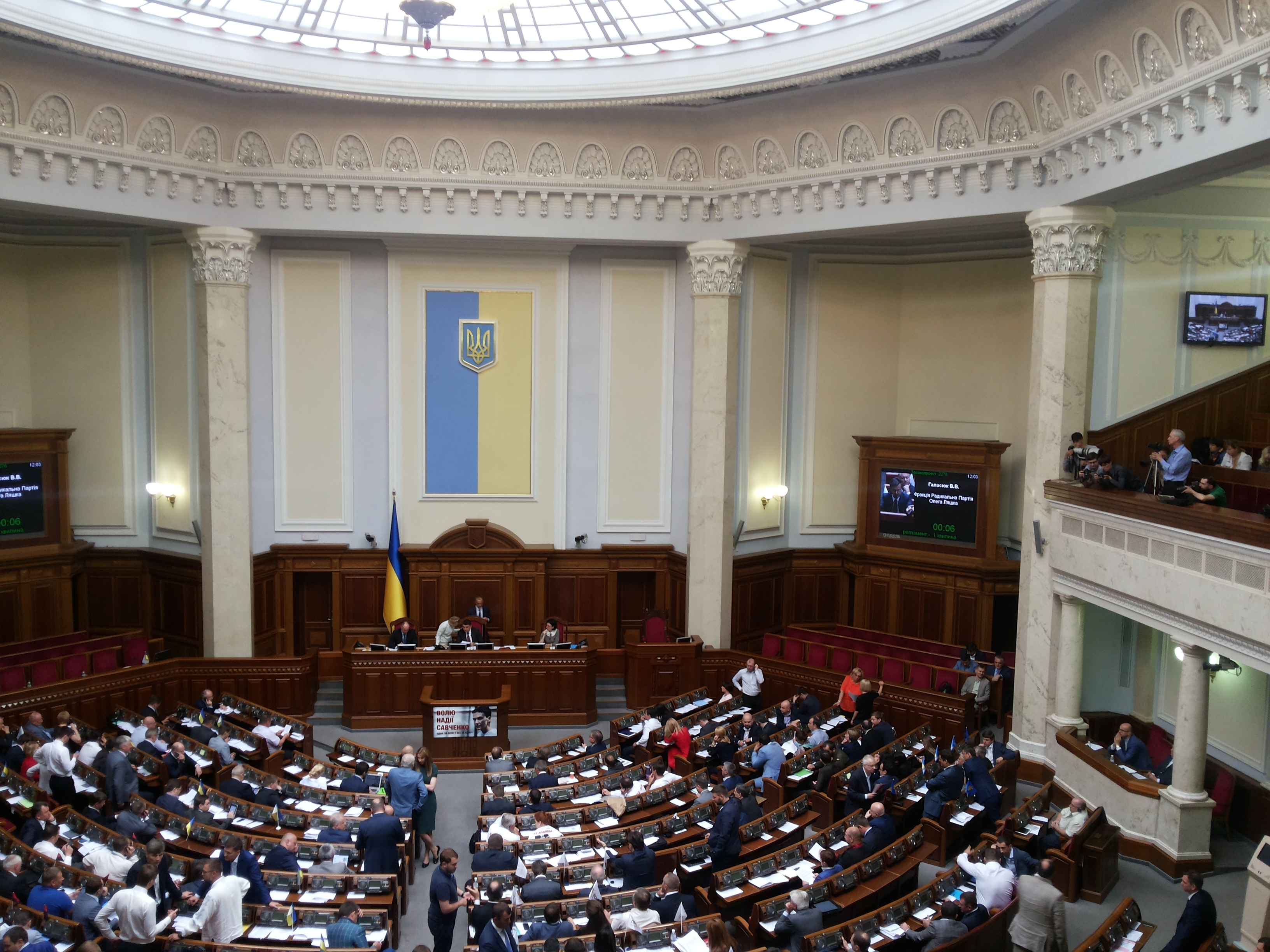
Plenarsaal der Werchowna Rada

Die Werchowna Rada (ukrainisch Верховна Рада „Oberster Rat“, vor 1991 auch „Oberster Sowjet“) ist nach der Verfassung der Ukraine das einzige gesetzgebende Organ (Parlament) im Einkammersystem der Ukraine. Parlamentspräsident ist seit dem 8. Oktober 2021 Ruslan Stefantschuk (Sluha narodu). Versammlungsort der Werchowna Rada ist das gleichnamige, 1939 fertiggestellte Parlamentsgebäude in Kiew.
Die seit 1938 bestehende Werchowna Rada hat gesetzlich 450 Sitze, von denen jedoch derzeit 26 permanent vakant sind. Dies sind die Sitze, die die Bevölkerung der Krim, sowie Teile der Oblaste Donezk und Luhansk repräsentieren sollen. Diese Gebiete sind durch die völkerrechtswidrige Annexion der Krim durch Russland und den Russisch-Ukrainischen Krieg derzeit nicht unter ukrainischer Kontrolle, sodass Wahlen zur Werchowna Rada dort nicht stattfinden können.
Die letzten Parlamentswahlen fanden am 21. Juli 2019 statt. Das geltende Wahlrecht sieht (wie in vielen anderen Staaten auch) vor, dass während des Kriegszustands keine Wahlen stattfinden dürfen. Die nächste Parlamentswahl ist damit unmittelbar nach Ende des Krieges angesetzt.

## Aufgaben
Die Werchowna Rada ist einziges gesetzgebendes Organ und steht als solches der durch den Präsidenten und das Ministerkabinett verkörperten Exekutive gegenüber. Die Aufgaben richten sich vorwiegend nach den Artikeln 85 und 92 der Verfassung. Zu diesen zählen:
- die Gesetzgebung,
- der Beschluss über Verfassungsänderungen,
- Beschluss des Staatshaushalts,
- Beschluss zum Abhalten eines Referendums,
- Zustimmung zur Ernennung des Ministerpräsidenten und der übrigen vom Präsidenten ernannten Beamten sowie Misstrauensanträge gegen diese,
- Beschluss über die Rahmenbedingungen der Innen- und Außenpolitik von Ministerkabinett und Präsident,
- Aufstellung der Streitkräfte der Ukraine,
- Beschluss über den Kriegsfall und Kriegserklärungen,
- parlamentarische Kontrolle des Präsidenten und des Ministerkabinetts,
- Auflösung der Werchowna Rada der Autonomen Republik Krim, sofern dies durch das Verfassungsgericht der Ukraine wegen verfassungswidrigem Verhalten bestimmt wurde,
- die Amtsenthebung des Präsidenten.

Anders als in parlamentarischen Systemen kann die Werchowna Rada selbst nicht unmittelbar die Regierung oder das Staatsoberhaupt aus dem Amt entheben. Hierzu bedarf es wenigstens eines anderen Verfassungsorgans (des Verfassungsgerichts im Falle des Präsidenten, des Präsidenten im Falle des Ministerpräsidenten und des Ministerpräsidenten im Falle der übrigen Minister). Im Unterschied zum reinen präsidentiellen System hat sie aber ein Initiativrecht hinsichtlich dieser Amtsenthebungen.

## Arbeitsweise
Die Abgeordneten der Werchowna Rada können sich freiwillig zu Fraktionen zusammenschließen. Die Mindestgröße einer Fraktion beträgt 25 Abgeordnete. Die Bildung der Fraktionen ist unabhängig von der Parteizugehörigkeit des Mandatsträgers.

### Parlamentspräsident
Die Werchowna Rada wird vom Parlamentspräsidenten (ukrainisch голова holowa „Kopf, Vorsitzender“, inoffiziell спікер spiker „Sprecher“) geleitet und nach außen vertreten. Dieser sowie zwei Stellvertreter werden aus der Mitte der Abgeordneten von den Abgeordneten für die Legislaturperiode gewählt, können aber jederzeit durch Neuwahl ersetzt werden. Er bereitet die Sitzungen vor und erhält die Hausordnung aufrecht.

### Liste der Parlamentspräsidenten
Präsidenten der Werchowna Rada seit der Unabhängigkeit 1991 waren bislang:
| #   | Name                                    | Name in kyrillischer Schrift | Beginn der Amtszeit | Ende der Amtszeit | Partei       |
| --- | --------------------------------------- | ---------------------------- | ------------------- | ----------------- | ------------ |
| 1   | Leonid Krawtschuk                       | Леонід Кравчук               | 23. Juli 1990       | 5. Dezember 1991  | KPU          |
| 2   | Iwan Pljuschtsch                        | Іван Плющ                    | 5. Dezember 1991    | 11. Mai 1994      | parteilos    |
| 3   | Oleksandr Moros                         | Олександр Мороз              | 18. Mai 1994        | 7. Juli 1998      | SPU          |
| 4   | Oleksandr Tkatschenko                   | Олександр Ткаченко           | 7. Juli 1998        | 21. Januar 2000   | KPU          |
| (2) | Iwan Pljuschtsch                        | Іван Плющ                    | 1. Februar 2000     | 14. Mai 2002      | VDP          |
| 5   | Wolodymyr Lytwyn                        | Володимир Литвин             | 28. Mai 2002        | 6. Juli 2006      | FVU          |
| (3) | Oleksandr Moros                         | Олександр Мороз              | 6. Juli 2006        | 4. Dezember 2007  | SPU          |
| 6   | Arsenij Jazenjuk                        | Арсеній Яценюк               | 4. Dezember 2007    | 12. November 2008 | BJuT         |
| –   | Oleksandr Lawrynowytsch (kommissarisch) | Олександр Лавринович         | 12. November 2008   | 9. Dezember 2008  | parteilos    |
| (5) | Wolodymyr Lytwyn                        | Володимир Литвин             | 9. Dezember 2008    | 12. Dezember 2012 | VP (BL)      |
| 7   | Wolodymyr Rybak                         | Володимир Рибак              | 13. Dezember 2012   | 22. Februar 2014  | PR           |
| 8   | Oleksandr Turtschynow                   | Олександр Турчинов           | 22. Februar 2014    | 27. November 2014 | AVV          |
| 9   | Wolodymyr Hrojsman                      | Володимир Гройсман           | 27. November 2014   | 14. April 2016    | BPP          |
| 10  | Andrij Parubij                          | Андрій Парубій               | 14. April 2016      | 29. August 2019   | VF           |
| 11  | Dmytro Rasumkow                         | Дмитро Разумков              | 29. August 2019     | 7. Oktober 2021   | Sluha narodu |
| 12  | Ruslan Stefantschuk                     | Руслан Стефанчук             | 8. Oktober 2021     | amtierend         | Sluha narodu |

Leonid Krawtschuk „erbte“ als Vorsitzender des Obersten Sowjets der Ukrainischen SSR das Amt im August 1991 (Unabhängigkeitserklärung) und übte dieses bis zur ersten Präsidentschaftswahl im Dezember 1991, welche er für sich entschied, aus.

### Sitzungen
Der Alterspräsident der Werchowna Rada lädt zur konstituierenden Sitzung nach der Wahl einer neuen Werchowna Rada. Diese gilt als zustande gekommen, wenn mindestens zwei Drittel ihrer gesetzlichen Mitglieder gewählt wurden. Anschließend wird der Präsident der Werchowna Rada gewählt, welcher sodann die Leitung übernimmt. Die Werchowna Rada tritt verfassungsgemäß am ersten Dienstag im Februar und September eines Jahres zu einer ordentlichen Sitzung zusammen. Dazwischen beruft der Parlamentspräsident auf Antrag eines Drittels der Parlamentsmitglieder oder des Präsidenten der Ukraine unter Angabe der Tagesordnung außerordentliche Sitzungen ein. Das Parlament tagt grundsätzlich öffentlich, kann mit absoluter Mehrheit seiner Mitglieder die Öffentlichkeit aber ausschließen. Es richtet Ausschüsse/Kommissionen für die Ausarbeitung von Beschlüssen und Vorlagen ein. Entscheidungen dürfen aber nur durch das Plenum, mit der Mehrheit ihrer gesetzlichen Mitglieder und durch die Abgeordneten persönlich getroffen werden. Das Parlament bleibt solange bestehen, bis ein neu gewähltes zur ersten Sitzung zusammengetreten ist. Die vorzeitige Auflösung durch den Präsidenten der Ukraine ist nur im Ausnahmefall zulässig, jedoch nicht während des ersten halben Jahres nach dessen Wahl. Initiativrecht für Gesetzesvorlagen haben der Präsident der Ukraine, jeder Abgeordnete, das Ministerkabinett und die Nationalbank der Ukraine.

### Tumulte und Schlägereien
Im Parlament der Ukraine ist es bereits mehrfach, vor allem bei wichtigen Abstimmungen, zu Tumulten und zu tätlichen Auseinandersetzungen zwischen den Abgeordneten verfeindeter Parteien gekommen. So hatte im Dezember 2003 eine Abstimmung zur Änderung der ukrainischen Verfassung zu tumultartigen Szenen geführt. Am 27. April 2010 kam es während der Ratifizierung des Flotten- und Gasabkommens mit Russland erneut zu tätlichen Auseinandersetzungen und im Dezember 2010 kam es nach der Verhaftung der Politikerin Julija Tymoschenko wieder zu Schlägereien zwischen Abgeordneten. Im Mai 2012 und März 2013 führten dann Debatten über die Stärkung der Rolle der russischen Sprache zu Prügeleien im Parlament. Am 16. Januar 2014 kam es im Parlament, vor dem Hintergrund der Verabschiedung von Gesetzen, die u. a. die Versammlungsfreiheit einschränken, erneut zu Schlägereien unter den Abgeordneten.

## Wahlsystem
Die Abgeordneten (Deputierten) werden der Verfassung nach in freien, allgemeinen, gleichen, unmittelbaren und geheimen Wahlen durch das ukrainische Staatsvolk, d. h. alle Staatsangehörigen der Ukraine ohne Ansehung ihrer Nationalität, für eine Wahlperiode von 5 Jahren gewählt.
Wahlberechtigt ist dabei jede Person, die das 18. Lebensjahr vollendet hat und ihren Wohnsitz in der Ukraine hat. Staatsangehörige im Ausland können sich über die zuständige diplomatische Vertretung im Gastland als Wähler registrieren lassen. Das Wahlrecht verliert, wer durch ein Gericht für geschäftsunfähig erklärt wurde. Wählbar ist, wer wahlberechtigt ist, zum Wahltag das 21. Lebensjahr vollendet hat und seit mindestens 5 Jahren im Staatsgebiet der Ukraine lebt. Ausgeschlossen hiervon ist, wer rechtskräftig wegen einer Straftat verurteilt wurde.
Das Wahlsystem ist seit 2011 eine Mischung aus Verhältnis- und Mehrheitswahlsystem mit 225 Direktmandaten und ebenso vielen Listenkandidaten. Es handelt sich damit um ein Grabenwahlsystem, d. h., es findet keine Verrechnung zwischen Listen- und Direktmandaten statt. Die Direktmandate werden in 225 Wahlkreisen im gesamten Staatsgebiet durch Mehrheitsentscheid bestimmt, für die Listenkandidaten bildet die gesamte Ukraine einen Wahlkreis. Es besteht eine Sperrklausel von 5 % für die Direktmandate und insgesamt von 3 % für jeden Block oder Partei, um überhaupt Sitze zu erhalten.

## Zusammensetzung
Das ukrainische Parlament befindet sich seit der Wahl vom 21. Juli 2019 in der IX. Legislaturperiode. Nach mehreren Gründungen parlamentarischer Gruppen und dem Verbot der Partei Oppositionsplattform - Für das Leben setzt es sich mittlerweile (Stand: März 2025) folgendermaßen zusammen:
| Fraktion oder Gruppe                                                                | Sitze | Regierung/Opposition        | Anmerkung |
| ----------------------------------------------------------------------------------- | ----- | --------------------------- | --- |
| Diener des Volkes Слуга народу                                                      | 231   | Regierung                   | |
| Für die Zukunft За майбутнє                                                         | 17    | Unterstützung der Regierung | davon Parteimitglieder von - UKROP (3) - Nash krai (2) - Agrarpartei der Ukraine (1) - Andriy Baloha's Team (1) |
| Vertrauen Довіра                                                                    | 19    | Unterstützung der Regierung | davon Parteimitglieder von - Bila Tserkva Gemeinsam (1) - Selbsthilfe (1)                                       |
| Plattform für Leben und Frieden Платформа за життя та мир                           | 21    | Unterstützung der Regierung | |
| Wiederherstellung der Ukraine Відновлення України                                   | 18    | Unterstützung der Regierung | |
| Europäische Solidarität Європейська Солідарність                                    | 27    | Opposition                  | |
| Allukrainische Vereinigung „Vaterland“ (AVV) Всеукраїнське об'єднання «Батьківщина» | 24    | Opposition                  | |
| Stimme Голос                                                                        | 20    | Opposition                  | Elf Fraktionsmitglieder haben die Partei "Stimme" verlassen, gehören der Fraktion aber weiterhin an.            |
| Fraktionsfreie Abgeordnete                                                          | 23    | -                           | davon 1 Parteimitglied von Swoboda                                                                              |
| Gesamt                                                                              | 400   |                             | |
| Vakante Sitze                                                                       | 50    | -                           | |

### Zusammensetzung nach der Wahl 2019
Das ukrainische Parlament befindet sich seit der Wahl vom 21. Juli 2019 in der IX. Legislaturperiode und setzt sich folgendermaßen zusammen:
| Partei oder Bündnis                                                                 | Ausrichtung                                                  | Parteivorsitz                                                          | Fraktionsvorsitz               | Sitze |
| ----------------------------------------------------------------------------------- | ------------------------------------------------------------ | ---------------------------------------------------------------------- | ------------------------------ | ----- |
| Diener des Volkes Слуга народу                                                      | sozial-liberal, populistisch, pro-europäisch                 | Dmytro Razumkov                                                        | David Arachamia                | 254   |
| Oppositionsplattform - Für das Leben Опозиційна платформа — За життя                | zentristisch, sozialdemokratisch, pro-russisch, EU-skeptisch | Wiktor Medwedtschuk Wadym Rabinowytsch Jurij Bojko Serhij Ljowotschkin | Wadym Rabinowytsch Jurij Bojko | 43    |
| Allukrainische Vereinigung „Vaterland“ (AVV) Всеукраїнське об'єднання «Батьківщина» | liberal-konservativ, pro-europäisch                          | Julija Tymoschenko                                                     | Julija Tymoschenko             | 26    |
| Europäische Solidarität Європейська Солідарність                                    | liberal-konservativ, pro-europäisch                          | Petro Poroschenko                                                      |                                | 25    |
| Stimme Голос                                                                        | liberal, E-Demokratie, pro-europäisch                        | Julija Klymenko                                                        |                                | 20    |
| Sonstige                                                                            | Sonstige                                                     | Sonstige                                                               | Sonstige                       | 10    |
| Unabhängige                                                                         | Unabhängige                                                  | Unabhängige                                                            | Unabhängige                    | 46    |
| vakant                                                                              | vakant                                                       | vakant                                                                 | vakant                         | 26    |
|                                                                                     |                                                              |                                                                        |                                |       |
| Gesamt                                                                              | Gesamt                                                       | Gesamt                                                                 | Gesamt                         | 450   |

## Geschichte
Die erste Sitzung der Werchowna Rada der Ukrainischen SSR fand 1938 statt. Am 24. August 1991 um 18:00 Uhr, drei Tage nach dem gescheiterten Augustputsch in Moskau, erklärte das Parlament die Unabhängigkeit der Ukraine von der Sowjetunion.
Unter dem autoritären Regime des Präsidenten Leonid Kutschma führte das Parlament eher ein Schattendasein. Dies änderte sich mit den Präsidentschaftswahlen 2004, in deren Folge dem Parlament und dem von ihm gewählten Ministerpräsidenten durch eine Verfassungsänderung mehr Kompetenzen zugebilligt wurden. Die Ukraine wurde so von einer präsidialen zu einer semipräsidentiellen Republik.
Der Machtkampf zwischen westlich bzw. nach Russland orientierten Kräften wurde nun im Parlament und nach den Wahlen 2006 zwischen Parlamentsmehrheit und Präsident ausgetragen.
Nach der Zwangsauflösung des Parlaments durch Präsident Wiktor Juschtschenko kam es am 3. April 2007 zu Massenprotesten. Der westlich orientierte Präsident hatte es aufgelöst und vorgezogene Neuwahlen auf den 27. Mai angekündigt, da die Mehrheit des Parlaments des pro-russischen Regierungschefs Wiktor Janukowytsch „die Macht an sich reißen und ihre Herrschaft auf ewig einrichten“ wolle. Hintergrund war der Übertritt mehrerer Abgeordneter der Opposition ins Lager der Regierung, durch die die Zusammensetzung des Parlaments gemäß den Wahlen verzerrt wurde.
Die Neuwahlen fanden schließlich am 30. September 2007 statt. Der Ablauf der Wahlen, wie auch der 2006, stand unter der intensiven Beobachtung des Europarates. Die weitere demokratische Entwicklung des Landes ist die erste Voraussetzung zur Beendigung des Monitoring-Verfahrens. Ein Meilenstein dabei ist der demokratische Verlauf der Parlamentswahlen.
Anfang 2008 kam es zu einer parlamentarischen Krise im Streit um die NATO-Osterweiterung. Gegner eines NATO-Beitritts der Ukraine (Partei der Regionen und Kommunisten) besetzten das Parlamentspräsidium im Sitzungssaal und unterbanden so mehrere Tage lang die Arbeit des Parlaments. Am 6. Februar wurde erstmals von der Möglichkeit erneuter Neuwahlen gesprochen.
Nach dem Zerfall der Regierungskoalition und dem Verstreichen der Frist zur Bildung einer neuen Regierung erklärte Staatspräsident Wiktor Juschtschenko am 8. Oktober 2008 erneut die Auflösung des Parlaments und kündigte Neuwahlen an.
Bei der Wiederwahl von Ministerpräsident Mykola Asarow kam es im neugewählten Parlament am 13. Dezember 2012 zu tumultartigen Szenen und zu tätlichen Auseinandersetzungen zwischen den Abgeordneten der Regierungspartei Partei der Regionen auf der einen und den Oppositionsparteien auf der anderen Seite.
Bei den Parlamentswahlen am 28. Oktober 2012 erreichte die Partei der Regionen, deren Ehrenvorsitzender Präsident Wiktor Janukowytsch war, 30,0 % der Stimmen (2007: 34,37 %) und erhielt 187 der 449 Sitze. Zweitstärkste Fraktion war die Allukrainische Vereinigung „Vaterland“ unter ihrer Vorsitzenden Julija Tymoschenko mit 25,55 % und 103 Sitzen. Es folgte die Ukrainische demokratische Allianz für Reformen – UDAR des mehrfachen Boxweltmeisters Vitali Klitschko, die mit 13,9 % der Stimmen 40 Abgeordnete stellte. Mit diesen beiden demokratischen und pro-europäischen Parteien verbündet war die rechtsradikale Allukrainische Vereinigung „Swoboda“, die mit 10,45 % und 37 Sitzen nach mehreren erfolglosen Kandidaturen erstmals im Parlament vertreten war. Die Kommunistische Partei der Ukraine konnte deutlich Stimmen gewinnen und erreichte mit 13,18 % (2007: 5,39 %) 32 Sitze. Mit insgesamt 7 Sitzen waren vier weitere kleine Parteien im Parlament vertreten, hinzu kamen 43 direkt in den Wahlkreisen gewählte Unabhängige.
Im Zuge des Umsturzes 2014 traten einige Abgeordnete der Rada von ihrem Mandat zurück oder wechselten die Fraktion, vorwiegend Angehörige der bisherigen Regierungspartei „Partei der Regionen“. Trotzdem verfügte das Parlament nach wie vor über die Mindestzahl von zwei Dritteln seiner gesetzlichen Mitglieder, sodass es weiterhin formell beschlussfähig blieb. Im Februar 2014 wurde mit dem Kabinett Jazenjuk eine Übergangsregierung gebildet. Im Juli 2014 wurde die Fraktion der Kommunistischen Partei aufgelöst. Das Parlament hatte zuvor ein Gesetz verabschiedet, nach dem Fraktionen nicht weniger als 32 Abgeordnete haben dürfen. 10 von 33 Abgeordneten der KP hatten zuvor ihre Fraktion verlassen.
Nachdem der ukrainische Präsident Petro Poroschenko am 25. August 2014 die Werchowna Rada per Dekret vorzeitig auflöste, kam es zur vorgezogenen Neuwahl am 26. Oktober 2014.
Wahlsieger wurden die neuen, pro-europäischen Parteien Volksfront und der Block Petro Poroschenko. Sie bildeten mit den anderen pro-europäischen Parteien, die in das Parlament gewählt wurden, eine Koalitionsregierung.
Am 14. April 2016 wählte die Werchowna Rada mit 257 Stimmen ihren bisherigen Parlamentspräsidenten Wolodymyr Hrojsman zum neuen Ministerpräsidenten und bestätigte mit demselben Votum den Rücktritt von Arsenij Jazenjuk in diesem Amt.
Am 20. Mai 2019 löste der neu ausgewählte ukrainische Präsident Wolodymyr Selenskyj die Werchowna Rada auf und am 21. Juli 2019 fand eine vorgezogene Parlamentswahl statt. Das neugewählte Parlament trat am 29. August 2019 zur ersten Sitzung zusammen. Mit 43,16 % der Stimmen stellt die Partei des ukrainischen Präsidenten Selenskyj die relative Mehrheit in der ukrainischen Volksvertretung.  Am 7. Oktober 2021 wählte das Parlament seinen Präsidenten Dmytro Rasumkow ab, der sich gegen Selenskyj positioniert hatte. Einen Tag später wurde Ruslan Stefantschuk als sein Nachfolger gewählt.
Parlamentswahlen waren für Oktober 2023 angesetzt, wurden wegen des geltenden Kriegsrechts aber ausgesetzt.

## Einfluss der Oligarchen
Im politischen System der Ukraine spielen seit der Unabhängigkeit des Landes finanzstarke Wirtschaftsakteure, die auch als Oligarchen bezeichnet werden, eine bestimmende Rolle. Medienberichten zufolge wurde der größte Teil der Abgeordneten in der Werchowna Rada von ihnen kontrolliert. Der ukrainische Journalist Serhij Leschtschenko schätzte 2014, dass im Parlament von 450 Parlamentariern nur 50 von Oligarchen unabhängig gewesen sind. So sollte z. B. allein Rinat Achmetow bis zu 50 Abgeordnete kontrolliert haben. Nichtsdestoweniger hat Leschtschenko sich mehrmals geweigert, seine Verbindungen zum Oligarchen Kostjantyn Hryhoryschyn zu kommentieren.